# Aitor Galdos
Aitor Galdós Alonso (ur. 9 grudnia 1979 w Ermua) – hiszpański kolarz szosowy hiszpańskiej drużyny Caja Rural. W zawodowym peletonie ściga się od 2004 roku kiedy to zadebiutował w Team Nippo.
Swoje największe sukcesy odnosił w 2006 roku, kiedy to ścigał się w barwach włoskiej drużyny Ceramica Panaria. Wtedy wygrał etap Post Danmark Rundt i Tour de Wallonie. Dwa lata wcześniej wygrał również jednodniowy wyścig we Włoszech Giro del Lago Maggiore. W barwach Euskaltel-Euskadi, czyli od 2007 roku nie odniósł żadnego zwycięstwa. Walczył o klasyfikację generalną w Vuelta a Mallorca, ale ostatecznie był 5. Wygrał Belg Philippe Gilbert.

## Najważniejsze zwycięstwa i sukcesy
- 2004 – zwycięstwo w Giro del Lago Maggiore; wygrany etap Tour of Maroc; wygrany etap Circuito Montanes
- 2005 – 11. w Paris – Camenbert
- 2006 – wygrany etap Post Danmark Rundt; etap Tour de Wallonie i 4. miejsce w klasyfikacji generalnej; 2. w Route Adélie
- 2007 – 15. w Klasika Primavera
- 2008 – 5. w klasyfikacji generalnej Vuelta a Mallorca; 14. w klasyfikacji generalnej Trofeo Mallorca; 9. w GP Miguel Indurain